# Zhu Ting (calciatore)
Zhu Ting (朱挺S, Zhū TǐngP; Dalian, 15 giugno 1985) è un calciatore cinese, attaccante del Dalian Kewei.

## Carriera

### Club
Ha giocato nella prima divisione cinese.

### Nazionale
Ha partecipato ai Mondiali Under-20 del 2005, alla Coppa d'Asia del 2007 ed ai Giochi Olimpici del 2008.